# Antoine Perset
Antoine Perset (Houilles, Yvelines], 10 d'abril de 1956) és un productor i director de cinema francès. És parella de l'actriu i ballarina espanyola Laura del Sol. El seu documental, Les trois derniers hommes, va guanyar un premi del jurat en la I edició de la Mostra de València.

## Filmografia selectiva

### Productor
- 2012: Les fauves, telefilm de José Pinheiro
- 2012: Nos chers voisins (sèrie de televisió)
- 2011: Une Femme Nommée Marie (Aux sanctuaires de Lourdes), espectacle de Robert Hossein (coproductor)
- 2010: Demain je me marie, telefilm de Vincent Giovanni
- 2009: Père et maire (sèrie de televisió) - 2 episodis :  – La reconquête et – La passion de Marie-France
- 2008: Hold-up à l'italienne, telefilm de Claude-Michel Rome
- 2008: Père et maire (sèrie de televisió) - 1 episodi :  Miracle à Ville-Grand !
- 2007: L'Hôpital (sèrie de televisió) (productor delegat - 6 episodis)
- 2007: Père et maire (sèrie de televisió) - 2 episodis :  – Mariage à trois i – Nicolas
- 2006: Alex Santana, négociateur (sèrie de televisió) episodi :  La cible
- 2005: À la poursuite de l'amour, telefilm de Laurence Katrian (productor delegat)
- 1999: Les Coquelicots sont revenus, telefilm de Richard Bohringer
- 1998: Un cadeau, la vie !, telefilm de Jacob Berger
- 1997: L'Enfant des Appalaches, telefilm de Jean-Philippe Duval (coproductor)
- 1997: La Passe Montagne, telefilm de Jean-Marc Seban
- 1996: Le propre de l'homme, telefilm de Marc Rivière

### Actor
- 1984: Paris vu par... vingt ans après (film en esquetxos) : secció 4 Rue du Bac  de Frédéric Mitterrand

### Director
- 1982: Les trois derniers hommes: documental
- 1992: La Nuit de l'océan